# Куяльник (минеральная вода)

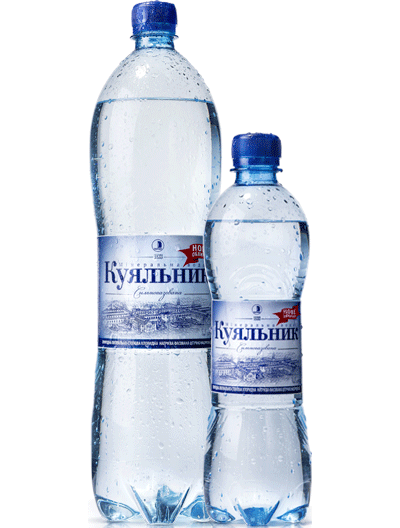

Куя́льник — минеральная вода курорта Куяльник.
В качестве лечебной и столовой воды используется с 1834 года. Добывается с Верхнесарматского водоносного горизонта, расположенного на протяжении 300-километрового пути через поры известняка. От поверхностных вод источник защищён 12-метровым слоем глины, что обеспечивает постоянство её природного химического состава и высокую чистоту.

## Промышленный разлив
Состав воды был полностью исследован в начале XX столетия, после чего начался промышленный розлив воды в бутылки.
Для промышленного разлива вода добывается из Верхнесарматского водоносного горизонта с глубины 75 м. Розлив в бутылки из скважины происходит непосредственно на территории завода «Завод минеральной воды „Куяльник“», что позволяет выдерживать основное требование при разливе природных вод — сохранение состава и свойств в соответствии с «водой добытой со скважин», согласно ДСТУ 878-93.
На территории курорта Куяльник также находится бювет. Вода подаётся из скважины глубиной 90 м и используется в бальнеолечении с 1890 года. Куяльницкая минеральная вода относится к группе маломинерализованных лечебно-столовых хлоридно-натриевых вод Миргородского типа.
Общая минерализация минеральной воды Курорта Куяльник — 3,1 г/л; её кислотность (рН) составляет 6,5 (то есть является нейтральной).

## Лечебные свойства
Основной механизм действия хлоридно-натриевой Куяльницкой минеральной воды заключается в её стимулирующем влиянии на секрецию и моторику желудка, кишечника, желчевыделительной системы и поджелудочной железы.
Куяльницкая минеральная вода способствует стимуляции выделения интестинальных гормонов — гастрина, секретина и холецистокинина, которые усиливают образование и выделение пищеварительных соков, принимающих участие в расщеплении белков, жиров и углеводов. Механизм действия хлоридно-натриевой воды обусловлен не только непосредственным влиянием её на железистый и двигательный аппарат органов пищеварения, но и воздействием на нейрогуморальные процессы, повышающие трофическую функцию желудка, кишечника, активизирующее ферментообразование.
За счёт малой минерализации воды химические ингредиенты её значительно быстрее поступают в общий кровоток (по сравнению с водами средней и высокой минерализации), достигают синаптических образований вегетативных ганглий и коррелируют передачу нервного возбуждения. В итоге под влиянием хлоридно-натриевой воды стимулируется обмен веществ в тканях, улучшается активность коры головного мозга и субкортикальных центров.
Куяльницкая минеральная вода эффективна при заболеваниях гепатобилиарной системы, так как усиливает желчеобразование и желчеотделение, улучшает физико-химические свойства желчи, нормализует пигментный и белковый обмены.
Под действием хлоридно-натриевых вод происходит выброс гидрокортизона и его производных в кровь, улучшается иммунологическая реактивность организма, снижается выраженность аутоиммунных процессов, что способствует ликвидации воспалительных процессов в организме.

### Медицинские показаниями для применения
- хронические гастриты с пониженной кислотообразующей функцией желудка в стадии угасающего обострения, нестойкой и стойкой ремиссии;
- хронические гастриты с сохранённой кислотообразующей функцией желудка в стадии угасающего обострения, нестойкой и стойкой ремиссии;
- хронические некалькулёзные холециститы в стадии угасающего обострения, нестойкой и стойкой ремиссии;
- хронические пиелонефриты в стадии нестойкой и стойкой ремиссии;
- состояния, сопровождающиеся притеснением неспецифических адаптационных реакций;
- постхолецистэктомический синдром;
- хронический панкреатит с внешнесекреторной недостаточностью;
- функциональные заболевания желудка и двенадцатиперстной кишки (ДПК) с явлениями гипотонической дискинезии;
- дискинезии желчевыводящих путей и желчного пузыря;
- синдром раздражённого кишечника (без диареи);
- жировой гепатоз;
- доброкачественная гипербилирубинемия.

### Противопоказания для употребления
- хронические гастриты типа В с повышенной кислотообразующей функцией желудка;
- острые гепатиты в стадии выраженной активности;
- язвенная болезнь желудка и двенадцатиперстной кишки (ДПК), эрозии желудка и ДПК;
- острые и подострые панкреатиты;
- холангиты;
- хронические энтериты и колиты в стадии обострения тяжёлой формы;
- постгастрорезекционные расстройства;
- болезнь Крона;
- неспецифический язвенный колит;
- злокачественные заболевания органов пищеварения[3].